# بخش بوشکان
بخش بوشکان یکی از بخش‌های شهرستان دشتستان در استان بوشهر در جنوب کشور ایران است. در این منطقه به دلیل داشتن دشت های پهناور و مراتع فراوان، کشاورزی و دامپروری رونق فراوانی دارد و عمده اهالی ساکن در آن به این امور اشتغال دارند.

## تقسیمات کشوری
- بخش بوشکان
  - دهستان بوشکان
  - دهستان پشتکوه

شهرها: کلمه ، بوشکان

## جمعیت
بنابر سرشماری مرکز آمار ایران، جمعیت بخش بوشکان شهرستان دشتستان در سال ۱۳۸۵ برابر با ۱۲۲۴۲ نفر بوده است.